# Hans Hamburger
|  | No s'ha de confondre amb Hans Hamburger (1891-1953), jutge jueu alemany, també perseguit i emigrat. |

Hans Hamburger (alemany: Hans Ludwig Hamburger)  (Berlín, 5 d'agost de 1889 - Colònia, 14 d'agost de 1956) va ser un matemàtic alemany.

## Vida i Obra
Hamburger era fill d'un conegut advocat i notari berlinès; el seu germà, mort en un camp de concentració, també ho va ser. Després d'acabar els estudis secundaris a Berlín va estudiar matemàtiques a diverses universitats, com era costum a l'època: Berlín, Lausana, Göttingen i Múnic. El 1914 va obtenir el doctorat a la universitat de Múnic amb una tesi dirigida per Alfred Pringsheim.
Els anys següents va ser mobilitzat per la Primera Guerra Mundial: després de lluitar al front de Galítsia va caure malalt el 1916 i els anys següents va estar destinat a diferents institucions de recerca militar. Acabada la guerra, va obtenir l'habilitació docent a la universitat de Berlín i va iniciar la seva carrera acadèmica com a professor extraordinari en aquesta universitat en la qual va estar fins al 1924.
El 1924 va ser nomenat professor titular a la universitat de Colònia i director del institut de matemàtiques de la universitat. Però, a partir de l'arribada dels nazis al poder (1933), va ser víctima d'un assetjament constant, a més de ser desposseït de la seva llicència docent (1935) i de reduir-li la pensió (1939). Finalment, després de divorciar-se, va marxar a la Gran Bretanya on va arribar a haver de fer de mestre d'escola al seu desgrat, ja que no coneixia els mètodes per ensenyar en aquests nivells tan elementals. El 1941 va aconseguir una plaça de professor a la universitat de Southampton.
Acabada la guerra, la universitat de Colònia va intentar que tornés a la seva càtedra, però va preferir acceptar una oferta que va rebre de la universitat d'Ankara a Turquia, en la qual va estar de 1947 fins a 1953. El 1953 va acceptar la proposta de Colònia i es va convertir en l'únic matemàtic jueu que va retornar a la mateixa plaça que havia estat obligat a deixar amb les lleis antisemites de 1933. Reinhold Baer i Friedrich Wilhelm Levi també van retornar al seu país, però no en les mateixes posicions, perquè eren eventuals quan van emigrar.
Va morir tres anys després, el 1956, i pocs mesos després d'haver-se tornat a casar.
Hamburger és recordat per haver estés el problema del moment de Stieltjes a tot el eix dels nombres reals, convertint-lo en el problema del moment d'Hamburger (1920).